# Al-Qa'ida nella Penisola del Sinai
Al-Qā‘ida nella Penisola del Sinai (in arabo القاعدة في سيناء, al-Qāʿida fī l-Sīnāʾ) è un'organizzazione terroristica jihadista egiziana, formatasi probabilmente dall'unione fra elementi di Al-Qā‘ida di questa regione e il gruppo Ansar al Jihad. Al-Qā‘ida nella Penisola del Sinai è il ramo di Al-Qā‘ida che opera in questa penisola, composta al suo interno da diverse fazioni originarie dell'area.

## Origini
Il 5 agosto 2006 il vice di Osama bin Laden, Ayman al-Zawahiri, annunciò che una fazione del gruppo al-Jama'a al-Islamiyya era diventata il braccio egiziano di Al-Qā‘ida. Uno dei capi di questo gruppo, Muhammad al-Hukaymah, apparve quindi in un video e confermò la nomina di Ayman al-Zawahiri. Tuttavia al-Hukaymah non negava che all'interno del gruppo vi erano state frizioni accusando alcuni militanti di essersi "allontanati" dalla via della militanza armata. I motivi per cui Al-Qā‘ida abbia deciso di avviare sue operazioni nel Sinai sono sconosciute.
Nel novembre del 2011 la polizia egiziana ha arrestato un membro di Al-Qā‘ida di nome Mohammed Eid Muslih Hamad, che in quel periodo era a capo di un'organizzazione ritenuta facente parte della rete di Al-Qā‘ida e responsabile di una serie di attentati e omicidi avvenuti negli anni precedenti.
Il 22 dicembre 2011 un nuovo gruppo jihadista dichiarò di chiamarsi Ansar al Jihad nella Penisola del Sinai, promettendo di rimanere fedele agli insegnamenti e agli obiettivi stabiliti da Osama bin Laden.
Al momento non si è al corrente che i due gruppi, cioè Ansar al Jihad e quello guidato da Hamad collaborino fra loro.

## Gruppi aderenti
- Ansar al-Jihad nella Penisola del Sinai - È il braccio militare di Al-Qā‘ida nella regione. Il gruppo è guidato da Ramzi Mowafi ed è responsabile di numerosi attacchi contro obiettivi egiziani e israeliani.
- Jihad islamica egiziana - Nata negli anni settanta separandosi dai Fratelli musulmani, per poi unirsi ad Al-Qā‘ida nel giugno del 2011.
- Jamaat al-Murabiteen - Nato nel luglio 2015 e guidato da Abu Omar al-Muhajir (soprannome di Hisham Ashmawi), ex appartenente alle Forze speciali egiziane e poi membro di Ansar Bait al-Maqdis (che in seguito si è trasformato nel braccio egiziano dello Stato Islamico).
- Gruppo di Muhammad Jamal - Gruppo terrorista guidato da Muhammad Jamal.
- Cellula di Nasr City - Guidato anch'esso da Muhammad Jamal, è stato il primo gruppo terrorista di Al-Qā‘ida ad operare all'interno della capitale egiziana, Il Cairo.
- Jund al-Islam - Emerso nel settembre del 2013 con la rivendicazione di un doppio attacco kamikaze ai danni del quartier generale dell'intelligence militare egiziana nella città settentrionale di Rafah, al confine con la Striscia di Gaza. Nel 2015 ha aumentato la sua attività di propaganda armata, rivendicazioni attacchi effettuati con razzi contro obiettivi israeliani. Nel suo ultimo video di rivendicazione ha annunciato di avere relazioni con il braccio yemenita di Al-Qā‘ida.
- Frazione militare di al-Jama'a al-Islamiyya - Gruppo che ha aderito ad Al-Qā‘ida grazie all'accettazione e dichiarazione di al-Zawahiri (vedi sopra).

### Alleanze
- Jund al-Sharia - Nato nel 2012, si ritiene che abbiano stretto relazioni con Al-Qā‘ida nella Penisola del Sinai.[3]

## Principali azioni del gruppo
- 18 giugno 2012 - Al confine fra Israele ed Egitto membri del gruppo attaccano un gruppo di lavoratori.[4]
- 5 agosto 2012 - Alcuni militanti assaltano una base dell'esercito egiziano al confine uccidendo 16 soldati, fuggendo poi in Israele (vengono poi uccisi dall'aviazione e dall'esercito israeliano).[4]
- 25 settembre 2012 - Un gruppo anonimo di jihadisti attaccò una truppa in una base situata nel Sinai in Egitto. I terroristi violarono il perimetro e ferirono quattro soldati nell'attacco. Come riportato, prima di andarsene i militanti piazzarono una bandiera di al-Qaeda nera.[4]